# Nicolaas Loockemans
Nicolaas Loockemans est un orfèvre flamand du XVIIe siècle, mort en 1673. 

## Biographie
Nicolaas Loockemans (ou Nicolaes) était un artiste hollandais qui exerça le métier d'orfèvre de 1648 à 1670 à La Haye. On ne sait que très peu de choses à son sujet.

## Œuvres
Il a notamment réalisé en 1667 la Coupe de Michiel de Ruyter qui est un objet en or et en émail. Elle fut offerte à l'amiral Michiel de Ruyter (1607-1676) lors d'un banquet organisé le 7 novembre 1667 par les États provinciaux de Hollande pour le remercier de sa victoire navale sur les Anglais devant le port de Chatham, base militaire du Kent. Cette coupe de 30 cm de hauteur et de 15 cm de diamètre est exposée au Rijksmuseum d'Amsterdam.
Cornelis de Witt, alors représentant des États provinciaux de Hollande, et l'amiral Willem Joseph de Gand, second commandant de l'expédition, ont eux aussi reçu une coupe représentant la victoire de Chatham, identique à celle de Michiel de Ruyter.